# 薩多韋 (霍羅爾區)
49°41′48″N 33°14′17″E / 49.69667°N 33.23806°E
薩多韋（烏克蘭語：Садове），是烏克蘭中部的村莊，隸屬波爾塔瓦州的盧布尼區。該村處於維什內韋和延基之間，海拔高度95米，2001年人口265。